# Heilig-Hartkapel (Baarlo)

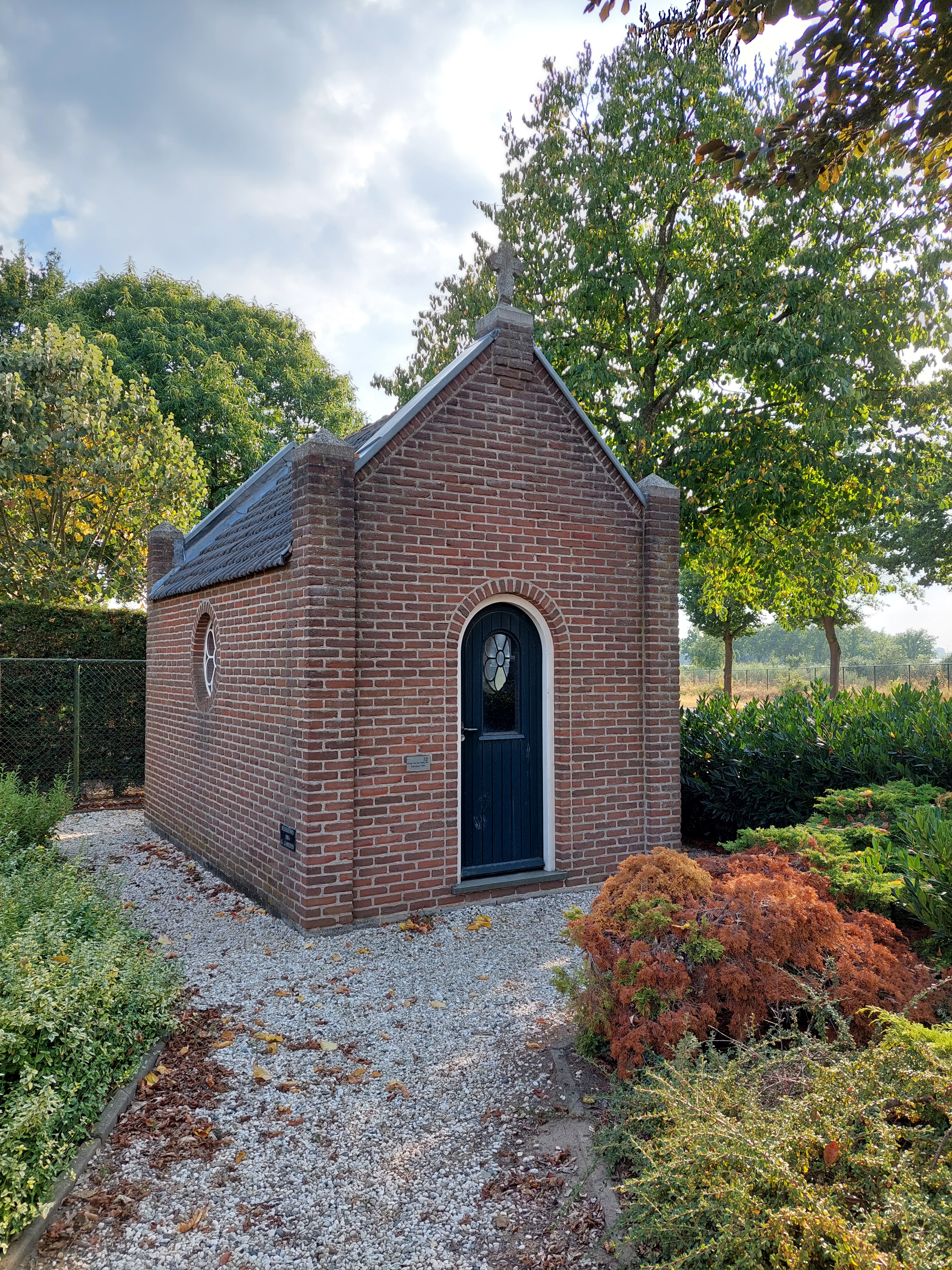
Heilig-Hartkapel (Baarlo)

De Heilig-Hartkapel is een kapel in Baarlo in de Nederlandse gemeente Peel en Maas. De kapel staat op de hoek van de Napoleonsbaan Noord waar de Tangweg hierop uitkomt aan de noordrand van het dorp.
Aan het andere uiteinde van het dorp staat aan de Napoleonsbaan de Heilige-Familiekapel.
De kapel is gewijd aan het Heilig Hart van Jezus.

## Geschiedenis
In 1984 werd de kapel herbouwd.

## Gebouw
De bakstenen kapel is opgetrokken op een rechthoekig plattegrond en wordt gedekt door een verzonken zadeldak met pannen. In de linker- en rechterzijgevel bevindt zich een rond venster met bloemmotief. De frontgevel en de achtergevel zijn een topgevel die boven het dak uitsteken met op de hoeken een voren/achteren uitstekende steunberen die aan de bovenzijde eindigen in een piramidevormige deksteen. De frontgevel eindigt in de top in een lage bakstenen kolom met daarop een stenen kruis. In de frontgevel bevindt zich de rondboogvormige toegang van de kapel die wordt afgesloten met een houten deur met daarin een rechthoekig venster.
Van binnen is de kapel uitgevoerd in baksteen en wordt overwelft door een trapeziumvormig plafond van wit geschilderde houten schroten. Tegen de achterwand is het altaar het altaar geplaatst dat bestaat uit twee kolommen van gemetselde bakstenen met daarop het altaarblad. Op het altaar staat een Heilig Hartbeeld die Jezus toont die met zijn linkerhand op zijn borst wijst waar een hart te zien is en zijn rechterhand houdt hij naar voren gestoken. Aan de achterwand hangt een houten kruis met corpus.